# Paraphytus aphodioides
Paraphytus aphodioides là một loài bọ cánh cứng trong họ Bọ hung (Scarabaeidae).